# Aranuir
Aranuir, que significa «rey eterno» en la lengua sindarin, es un personaje ficticio del legendarium del escritor J. R. R. Tolkien. Es un dúnadan, hijo de Arahael y nieto de Aranarth, el primer capitán de los dúnedain del Norte. 
En escritos anteriores, Tolkien le había llamado Aranuil, pero posteriormente lo cambió por Aranuir.

## Historia
Nació en el año 2084 de la Tercera Edad del Sol y fue criado en Rivendel, donde todos los hijos de los capitanes se criaban. 
Tras la muerte de su padre en el año 2177, Aranuir se convirtió en el tercero de los capitanes de los dúnedain, hasta su muerte en 2247, que fue sucedido por su hijo Aravir.